# Cyril Tarquiny
Cyril Tarquiny est un auteur-compositeur-interprète et guitariste français. 

## Biographie
Il joue surtout de la guitare, du ukulélé et de la guitare basse.
Il a joué et composé pour divers artistes : Yannick Noah, Garou, Céline Dion, Anggun, Khaled, Isabelle Boulay, Natasha St-Pier, Ishtar, Carole Fredericks, Roch Voisine, Julie Zenatti, Patrick Fiori, Tina Arena, Mickaël Miro[réf. souhaitée], Hugues Aufray etc.
Il forme en 2001 le groupe J.A.H.O. avec Christophe Battaglia.

## Auteur-compositeur
- 2014 : Les pieds nus (Yannick Noah)
- 2013 : Le temps des sourires (Mickaël Miro)
- 2010 : Marcher sur le fil / Se jeter à l'eau / Dans le Rio grande (Yannick Noah / Frontières )
- 2008 : Album 2.0 (J.A.H.O.)
- 2007 : Aux arbres citoyens (Yannick Noah)
- 2007 : La vie nous donne (Yannick Noah)
- 2006 : Et si d'aventure (Cylia)
- 2004 : C'est là, En attendant (Yannick Noah)
- 2004 : Album éponyme J.A.H.O.
- 2002 : J'oublierai, Si tu cherches (France D'Amour)
- 2001 : When I See Your Eyes (Ishtar)
- 2000 : Écoute (Yannick Noah)

## Albums ou singles enregistrés guitares
- 2020 : Autoportrait ( Hugues Aufray )
- 2019 : Ricky Zoom ( Générique Voix )
- 2014 : Combats ordinaires (Yannick Noah)
- 2013 : Le temps des sourires (Mickaël Miro)
- 2013 : EP Juliane Chleide
- 2012 : Sans attendre (Céline Dion)
- 2012 : Head Commercial
- 2012 : Killer Elite Movie
- 2011 : Titeuf, le film (bande originale)
- 2011 : On demande pas la lune (Les Enfoirés 2011)
- 2010 : Frontières (Yannick Noah)
- 2009 : Ici les enfoirés (Les Enfoirés 2009)
- 2008 : 2.0 (J.A.H.O)
- 2008 : L'amitié (Les Enfoirés 2008)
- 2006 : Charango (Yannick Noah)
- 2006 : Hors format (Michel Sardou)
- 2005 : Métisse (Yannick Noah)
- 2005 : Play (Ginie Line)
- 2005 : Turbulences (L5)
- 2005 : Donne (Myriam Abel)
- 2005 : La Preuve du contraire (Jonatan Cerrada)
- 2004 : Du plaisir (Michel Sardou)
- 2004 : Pokhara (Yannick Noah)
- 2004 : Comme vous (Julie Zenatti)
- 2003 : Roch Voisine (Roch Voisine)
- 2003 : J.A.H.O (J.A.H.O)
- 2002 : Dans les yeux d'un autre (Julie Zenatti)
- 2002 : Black Ivory Soul (Angélique Kidjo)
- 2002 : De l'amour le mieux (Natasha St Pier)
- 2002 : Patrick Fiori (Patrick Fiori)
- 2001 : Just Me (Tina Arena)
- 2001 : Seul (Garou)
- 2000 : Yannick Noah (Yannick Noah)
- 2000 : Mieux qu'ici bas (Isabelle Boulay)
- 2000 : Désirs contraires (Anggun)
- 1999 : Couleurs et parfums (Carole Fredericks)
- 1999 : Kenza (Khaled)
- 1999 : In Deep (Tina Arena)

## Tournées
Cyriel Tarquiny a suivi les tournées de Mickaël Miro, Garou, Anggun, Carole Fredericks, J.A.H.O., France D'Amour, Ishtar, Daniel Levi et Faudel.